# صحراء أولتينيا

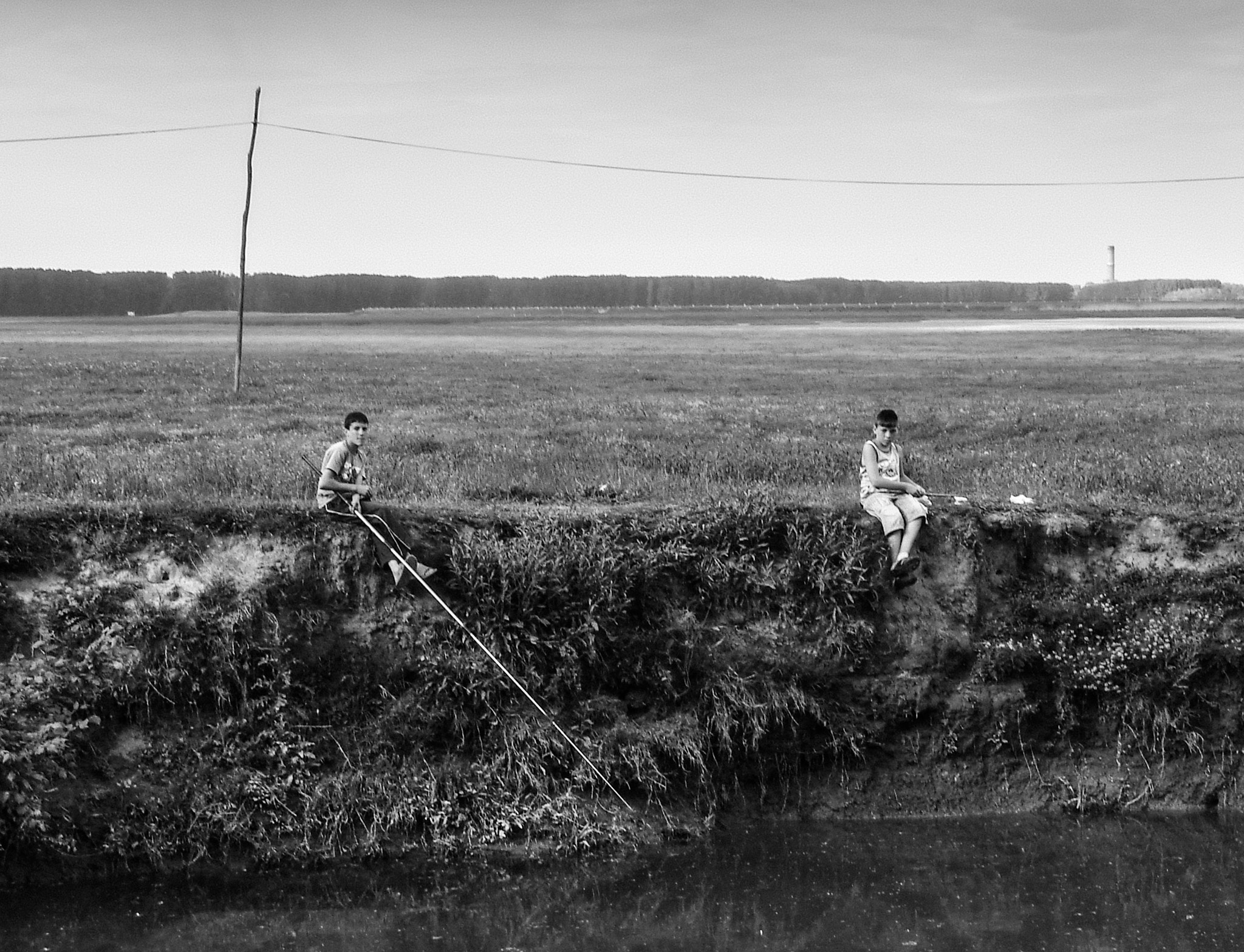
طفلان ينظرون للكاميرا

صحراء أولتينيا (بالإنجليزية:Oltenia sahra) هي جزء من سهل والشيان في رومانيا، في المقاطعة الرومانية التاريخية أولتينيا، ويمتد من مدينة كالافات إلى بلدة دابولني الرومانيتين، تغطي مساحة تمتد لحوالي 80000 هكتار (800 كيلومتر مربع) أو 6 ٪ من مقاطعة دولج.
وصفت صحراء أولتينيا من قبل الصحافة على أنها مناطق رملية متمددة تشكلت بسبب إزالة الأشجار التي وقعت في عام 1960، ويرجع نشؤها أيضا إلى التصحر المفاجئ الذي وقع في المنطقة، وتعتبر بلدة دابلوني (بالرومانية: Dăbuleni) عاصمة صحراء أولتينيا.